# Tháp Luân Đôn
Tháp Luân Đôn tên chính thức là Cung điện và pháo đài của Quốc vương Bệ hạ là một lâu đài lịch sử nằm ở bờ phía bắc của sông Thames ở trung tâm Luân Đôn, Anh. Nó nằm ở quận London Borough của Tower Hamlets tách biệt với rìa phía đông của Thành phố Luân Đôn bởi một khu vực không gian được gọi là Tower Hill. Nó được thành lập vào cuối năm 1066 như một phần của Cuộc xâm lược Anh của người Norman. Tháp Trắng là cái tên đem cho toàn bộ lâu đài được xây dựng bởi William I của Anh vào năm 1078 và là một biểu tượng của sự áp bức tột độ gây ra cho Luân Đôn bởi giới cầm quyền mới. Lâu đài cũng được sử dụng làm nhà tù từ năm 1100 (giám mục Ranulf Flambard) cho đến năm 1952 (anh em song sinh Kray). mặc dù đó không phải là mục đích chính của nó. Một cung điện lớn nằm trong khu vực từng là nơi ở của hoàng gia. Nhìn chung, tháp là một quần thể gồm nhiều tòa nhà nằm trong hai vòng tường phòng thủ và hào nước đồng tâm. Có một số giai đoạn mở rộng tháp, chủ yếu dưới thời vua Richard I, Henry III và Edward I trong thế kỷ 12 và 13. Bố cục tổng thể được thiết lập vào cuối thế kỷ 13 vẫn còn.
Tháp Luân Đôn đã đóng một vai trò nổi bật trong lịch sử Anh. Nó đã bị bao vây nhiều lần và việc kiểm soát nó là điều quan trọng để kiểm soát đất nước. Tháp có nhiều vai trò khác nhau từ một kho vũ khí, kho bạc, vườn thú và là nơi đặt Royal Mint - xưởng đúc tiền của hoàng gia Anh, một đài quan sát, và từ năm 1303 là nơi lưu giữ Các vương miện của Vương quốc Anh.

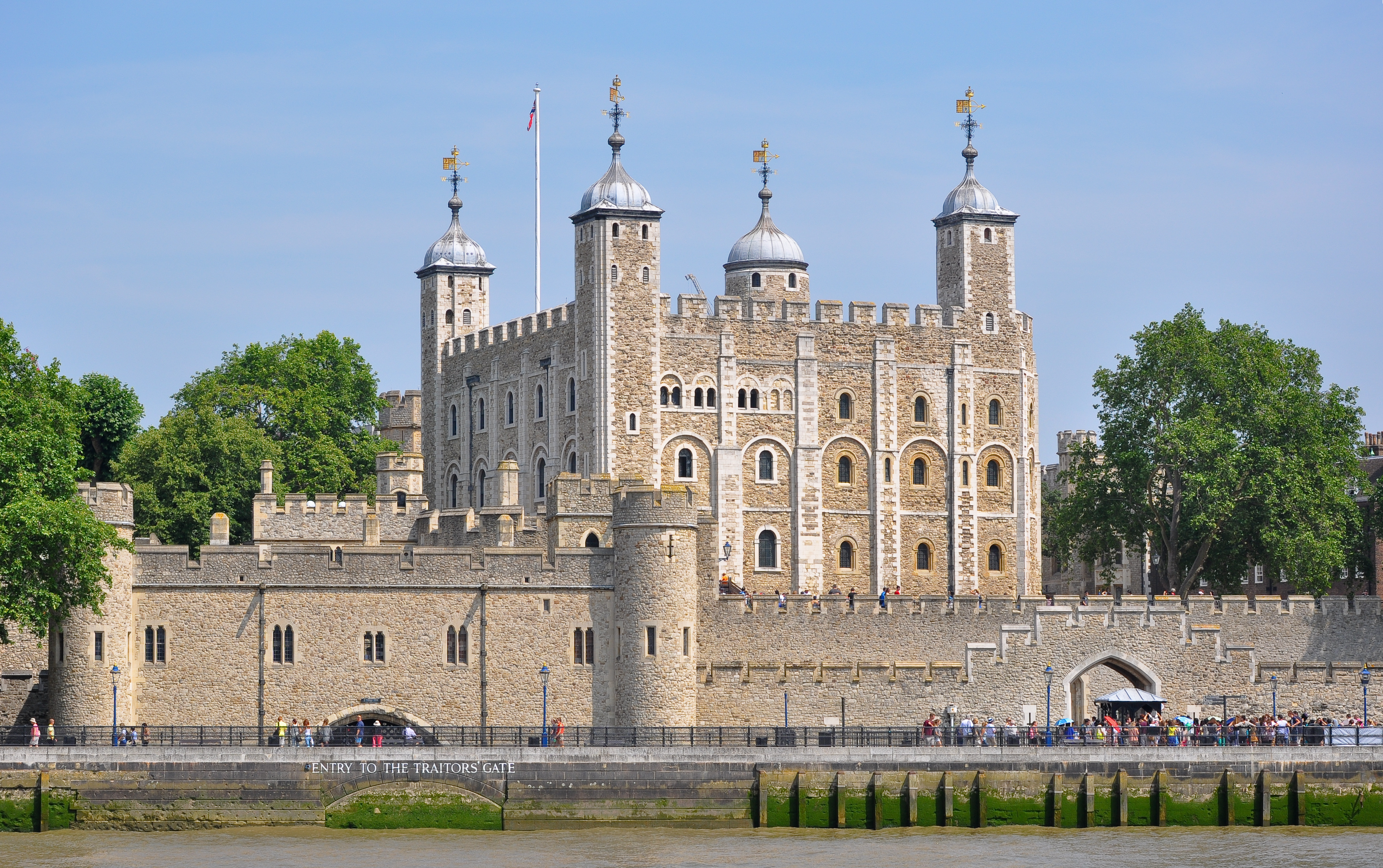
Tháp Luân Đôn nhìn từ hướng sông Thames.
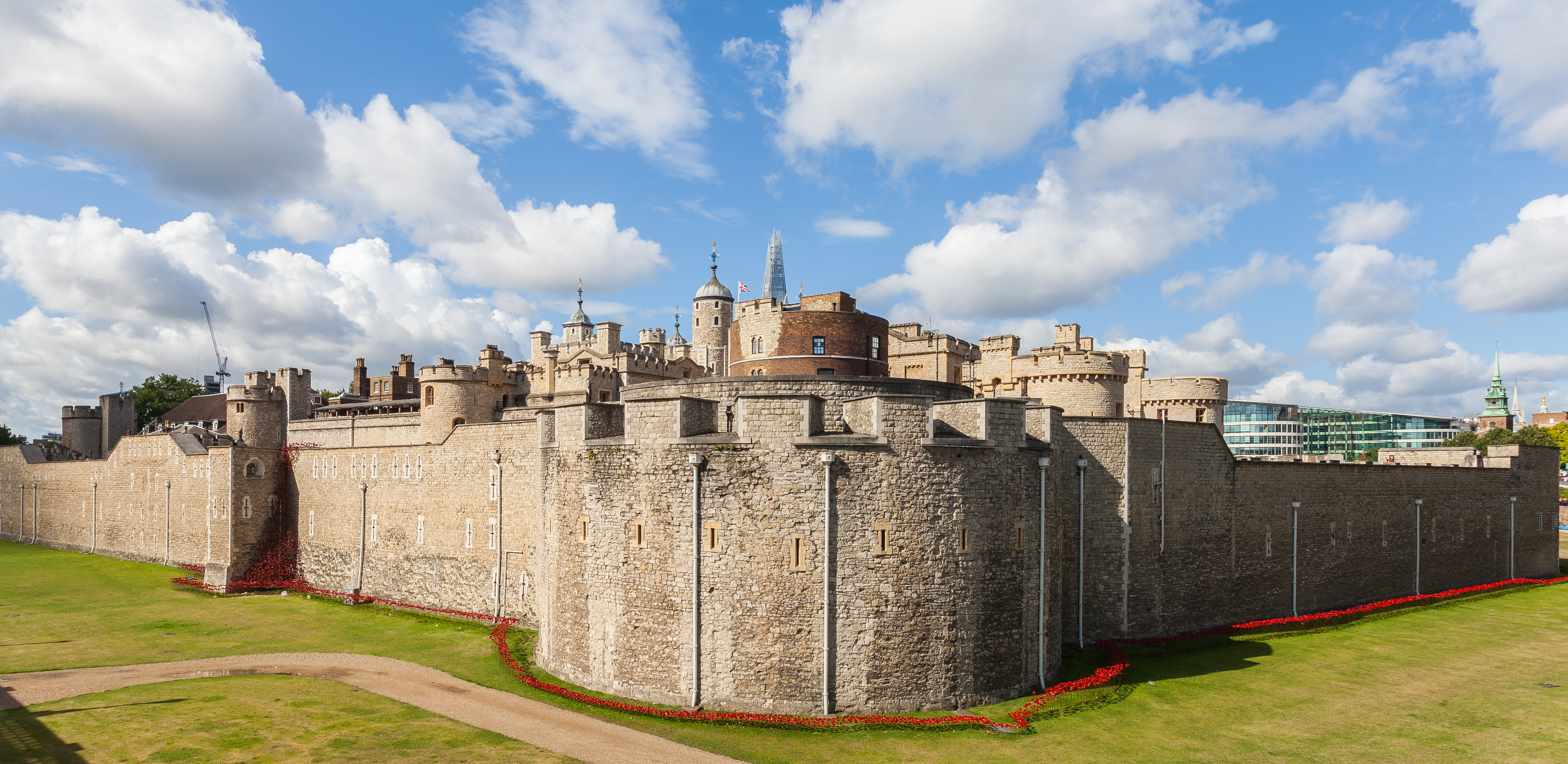
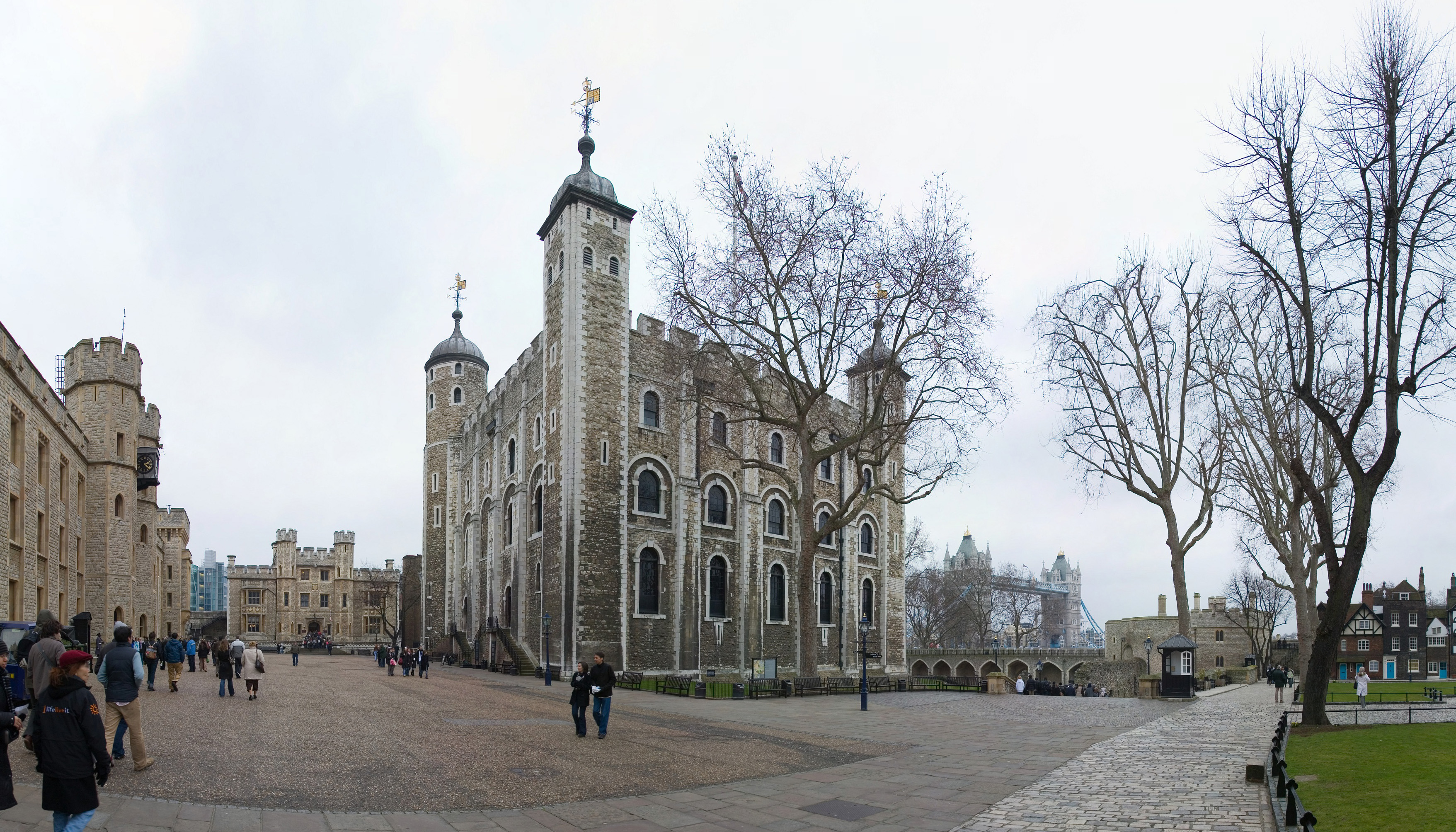
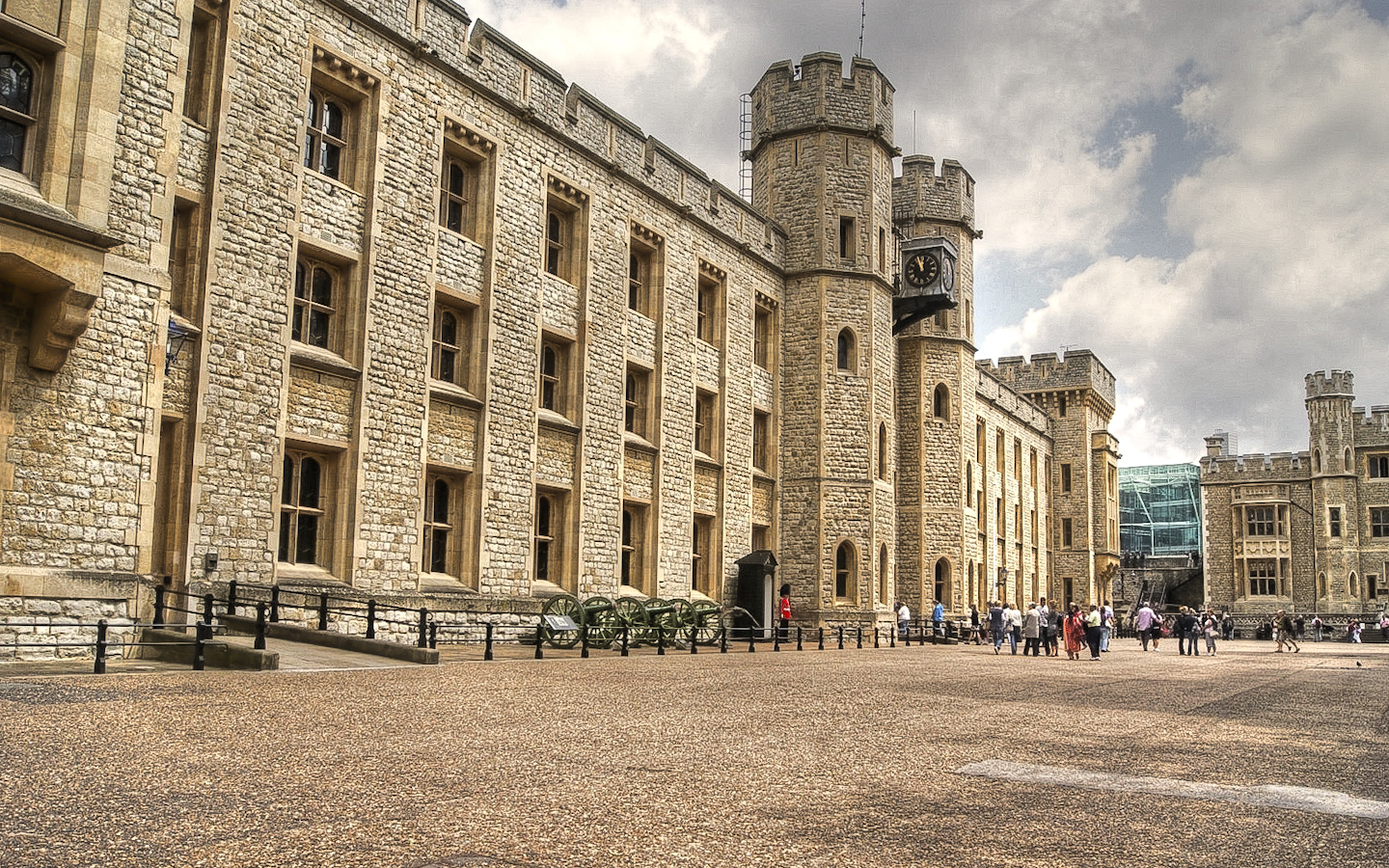

## Các bóng ma bí ẩn
Tháp Luân Đôn là một tòa nhà bị ma ám kinh hoàng ở nước Anh. Hồn ma của vương hậu Anne Boleyn, bị chặt đầu trong năm 1536 do chống lại vua Henry VIII, được nhìn thấy ở nơi bà được chôn cất, và đi quanh tháp, không đầu, mặc áo trắng xóa. Các hồn ma khác bao gồm Henry VI, Lady Jane Grey, Margaret Pole, và một vài vương tử.